# Luis Rábago

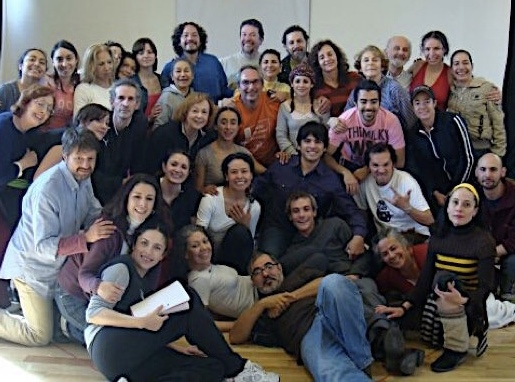
2008 en la sede de Coyoacán

Luis Rábago es un actor mexicano de teatro, televisión y cine. Estudió las carreras de Periodismo y Letras Españolas (UNAM), así como Actuación en la Escuela National de Arte Teatral (INBAL) y realizó un Posgrado de Actuación en el Centro Universitario de Teatro (UNAM).
Debutó en el cine en 1981, en Ora sí tenemos que ganar. Desde entonces, ha colaborado en numerosas producciones de cine y televisión. Es más recordado por interpretar al General Eugenio Blanco, en la polémica serie estadounidense ‘El Chapo’ de Netflix.
Desde agosto de 2014, Luis Rábago es actor de número de la Compañía Nacional de Teatro.

## Filmografía

### Películas
- El lenguaje de los machetes (2011)
- Espérame en otro mundo (2007)
- Principio y fin (1993)
- Historia mínima de una seducción (1992)
- El corazón de la noche (1984)
- Ora sí tenemos que ganar (1981)

### Televisión
- Volver a caer (2023) Jorge
- Monarca (2019) Agustín Carranza
- El Chapo (2017) General Roberto Blanco
- Club de Cuervos (2015) Salvador Iglesias
- El sexo débil (2011) Alfredo Domínguez
- Las Aparicio (2010) Doctor
- Vivir sin ti (2008) Alfonso
- La otra mitad del sol (2005)
- La heredera (2004) Orlando Mondragón
- La vida en el espejo (1999) Álvaro Román
- Tentaciones (1998) Hernán
- La sombra del otro (1996) Pancho
- El vuelo del águila (1994-1995) Antonio Díaz Soto y Gama
- Amor en silencio (1988) Carlos
- Por amor (1982) Javier
- Toda una vida (1981) Ricardo

## Teatro
- Un enemigo del pueblo (2018)
- Cartas de amor a Stalin (2012)[2]
- Festen, basado en el filme Festen (2006)[3]
- Sangre de mi sangre (1992)[4]

## Premios y nominaciones
- Premio de la ACPTC de México a la mejor coactuación masculina por Cartas de amor a Stalin (2015)[5]